# Laboratorij
Laboratorij (od latinske riječi labor = "posao" ili "rad") organizacijsko- je radna cjelina u kojoj se izvode različita ispitivanja posebnom opremom i uređajima.
Ovisno o vrsti laboratorije dijelimo na kemijske,  medicinske, tehničke i druge.

## Kemijski laboratoriji
Kemijski laboratoriji mogu biti:
- analitički
- galenski
- bromatološki

## Medicinski laboratoriji
Medicinski laboratoriji mogu biti:
- medicinsko-biokemijski
- hematološki
- citološki
- histološki
- patološki
- mikrobiološki

## Tehnički laboratoriji
- laboratorij visokog napona[1]